# Alexander Jurjewitsch Juksejew
Alexander Jurjewitsch Juksejew (russisch Александр Юрьевич Юксеев; * 5. März 1988 in Swerdlowsk, Russische SFSR) ist ein russischer Eishockeyspieler, der seit 2013 beim HK Saryarka Karaganda in der Wysschaja Hockey-Liga unter Vertrag steht.

## Karriere
Alexander Juksejew begann seine Karriere als Eishockeyspieler beim HK Spartak Sankt Petersburg, für dessen Profimannschaft er in der Saison 2006/07 sein Debüt in der Wysschaja Liga, der zweiten russischen Spielklasse, gab. Die folgende Spielzeit verbrachte er beim HK Piter Sankt Petersburg in der drittklassigen Perwaja Liga. Zur Saison 2008/09 wechselte der Verteidiger zum HK Awangard Omsk aus der neu gegründeten Kontinentalen Hockey-Liga. In dieser bestritt er vier Spiele für Awangard, während er die gesamte restliche Spielzeit bei dessen Farmteam Sauralje Kurgan in der Wysschaja Liga verbrachte.
Die Saison 2009/10 verbrachte Juksejew beim HK WMF Sankt Petersburg aus der Wysschaja Liga, für den er in der folgenden Spielzeit in deren Nachfolgewettbewerb Wysschaja Hockey-Liga auf dem Eis stand. Auch die Saison 2011/12 begann der Russe beim HK WMF Sankt Petersburg in der Wysschaja Hockey-Liga, ehe er im November 2011 vom KHL-Teilnehmer Amur Chabarowsk verpflichtet wurde.
In der Saison 2012/13 stand Juksejew bei Awtomobilist Jekaterinburg, ehe sein Vertrag im August 2013 aufgelöst wurde und Juksejew zum HK Saryarka Karaganda in die Wysschaja Hockey-Liga wechselte.

## KHL-Statistik
(Stand: Ende der Saison 2010/11)